# Ffernfael ap Tedwr
Ffernfael ap Tedwr fut roi de Buellt et de Gwerthrynion aux alentours de 760.

## Contexte
Ffernfael est mentionné dans un passage d'un ouvrage du IXe siècle l'Historia Brittonum de Nennius, qui liste les souverains de  Buellt et de Gwerthrynion et retrace leur ascendance à partir de Vortigern et Pascent. Son nom semble signifier « chevilles fortes ». 
Il est également connu par les Généalogies du Jesus College MS. 20, qui précisent que sa cousine Brawstudd épouse Arthfael ap Rhys de Morgannwg. Arthfael est actif vers 800, ce qui implique que Ffernfael soit son contemporain. Thomas Charles-Edwards place son floruit vers 830. La liste royale de Nennius s'interrompt après lui mais il est peu probable qu'il fut le dernier roi de Buellt/Gwerthrynion. Le royaume ne fut en effet conquis par le Seisyllwg qu'après 800.